# Year 3000 (Jonas Brothers)
Year 3000 è il primo singolo dei Jonas Brothers proveniente dall'album Jonas Brothers, pubblicato nel 2007. Si tratta di una cover dell'omonima canzone dei Busted. A causa del successo di questa versione e del fatto che fu pubblicata come singolo, la canzone è spesso stata erroneamente considerata scritta dai Jonas Brothers. Nel 2023 i due gruppi hanno pubblicato un rifacimento della canzone cantata insieme.
Le differenze tra la versione originale e la cover sono vari, in particolare nella versione dei Jonas Brohters sono stati eliminati tutti i riferimenti sessuali e nella frase "Everybody bought our seventh album, it had outsold Michael Jackson" ("Tutti hanno comprato il nostro settimo album, ha venduto più di Michael Jackson") il nome di Jackson è stato cambiato con quello della cantante statunitense Kelly Clarkson.
La canzone fu pubblicata all'inizio del 2007, diventando il primo singolo dei Jonas Brothers a classificarsi nella Top 40 della Billboard Hot 100. Fu anche il primo pezzo della band pubblicato con la Hollywood Records, arrivando a vendere oltre un milione di copie solo negli Stati Uniti.

## Video musicale
Per questo singolo è stato realizzato anche un video musicale, piuttosto diverso da quello originale, che si apre con i Jonas che suonano in un garage. Una delle maggiori differenze è la macchina del tempo, che in questo video è rappresentata da un divano, mentre le scene da cartone animato sono state sostituite da altre modificate in computer grafica. Anche le triple-breasted women dei Busted sono state sostituite con ragazze dai capelli rosa, eliminando i riferimenti sessuali della canzone.
Il video comincia con Nick che vede delle strane scintille colorate mentre si trova in giardino, sbircia dallo steccato nel giardino accanto e scopre che le scintille provengono dalla casa del vicino, che ha scoperto un portale sotto al cuscino del divano,dalla quale escono queste scintille. Nick si precipita nel salotto del vicino, seguito dai fratelli. I tre entrano nel portale e si ritrovano nell'anno 3000, vestiti con abiti eleganti bianchi. Più precisamente, essi si ritrovano in una stanza totalmente bianca dove si trovano tre donne anch'esse vestite di bianco con una parrucca rosa. Esse mostrano loro quanto ancora siano famosi nel futuro, materializzando nelle loro mani alcune riviste che li ritraggono, e accendendo un televisore che mostra tre loro ammiratrici sedute su un divano che afferrano Kevin per la cravatta. Il resto di questa parte del video è costellato di immagini realizzate col fotomontaggio che ritraggono la strana città subacquea in cui si trovano.
Questa parte del video è interrotta continuamente da un'altra parte che mostra i tre che suonano e cantano in un piccolo garage.

## Classifiche
| Classifica (2003) | Posizione massima |
| ----------------- | ----------------- |
| Australia         | 42                |
| Austria           | 15                |
| Belgio (Fiandre)  | 5                 |
| Danimarca         | 10                |
| Francia           | 45                |
| Germania          | 21                |
| Irlanda           | 2                 |
| Norvegia          | 19                |
| Paesi Bassi       | 5                 |
| Regno Unito       | 2                 |
| Svizzera          | 48                |